# Frederick Montague, 1. Baron Amwell

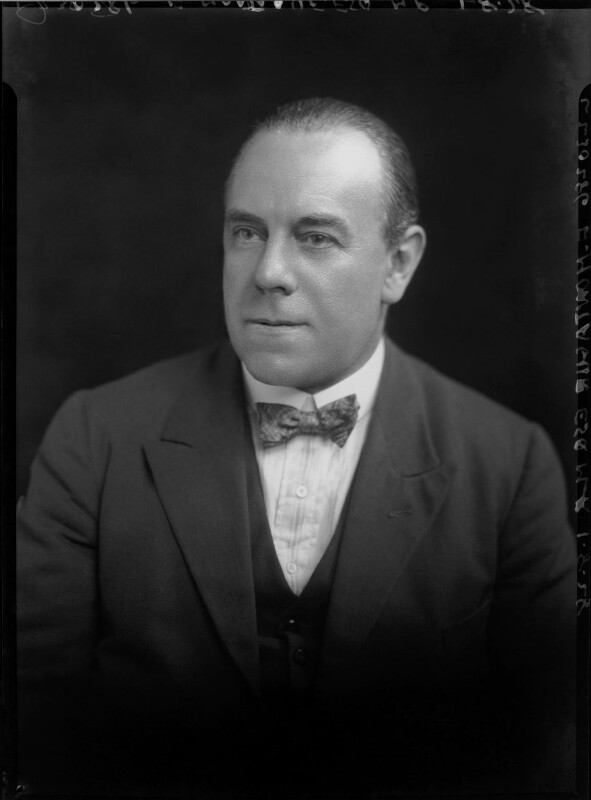
Frederick Montague, 1928

Frederick Montague, 1. Baron Amwell (* 8. Oktober 1876 in Clerkenwell; † 15. Oktober 1966) war ein britischer Politiker (Labour Party).

## Leben und Tätigkeit
Montague war ein Sohn des John Montague und seiner Frau Mary Ann, Manderson. Laut dem Labour Who is Who von 1924 erfuhr Montague in seiner Jugend „keine nennenswerte“ Erziehung und Ausbildung. Stattdessen arbeitete er schon in jungen Jahren als Zeitungsjunge und kaufmännischer Gehilfe. Später verdingte er sich als freischaffender Journalist, als Werbetexter (copywriter) für Londoner Werbeagenturen und als politischer Vertreter (political agent) der Labour Party ein Auskommen fand. Politisch fand er eine Heimat in der Labour Party.
Ab 1915 nahm Montague als Private des 18th Battalion des King’s Royal Rifle Corps am Ersten Weltkrieg teil, in dem er in Belgien, Frankreich, Ägypten und Palästina zum Einsatz kam und 1917 zum Lieutenant des 1st Bataillon des Northamptonshire Regiments befördert wurde. In der letzten Kriegsphase war er an ägyptischen Militärschulen tätig. 1919 schied er aus dem Militär aus.
Von 1919 bis 1925 übernahm Montague erstmals ein politisches Amt als Mitglied des Stadtrates von Islington (Islington Borough Council).
Bei der britischen Parlamentswahl des Jahres 1923 wurde Montague als Kandidat der Labour Party im Wahlkreis Islington West als Abgeordneter ins House of Commons, das britische Parlament gewählt, dem er zunächst acht Jahre lang, bis 1931, angehörte. Nachdem er sein Mandat bei der Unterhauswahl von 1931 an den Gegenkandidaten der Conservative Party, Patrick William Donner, verloren hatte, gelang es ihm bei der Parlamentswahl von 1935, bei der er erneut eine Stimmenmehrheit in seinem alten Wahlkreis gewinnen konnte, ins House of Commons zurückzukehren, dem er diesmal zwölf Jahre lang, bis 1947, angehörte. Montague war somit über einen Zeitraum von vierundzwanzig Jahren für insgesamt zwanzig Jahre (in zwei Perioden von acht bzw. zwölf Jahren) Mitglied des britischen Parlamentes.
In der Regierung von Ramsey MacDonal amtierte Montague von 1929 bis 1931 als Unterstaatssekretär für Luftfahrt. Während des Zweiten Weltkrieges gehörte Montague der von Winston Churchill geführten Allparteien-Regierung an, in der er von 1940 bis 1941 das Amt eines Parlamentarischen Sekretärs im Ministerium für Transportangelegenheiten und von 1941 bis 1942 das des Parlamentarischen Sekretärs im Ministerium für Flugzeugproduktion bekleidete.
1947 wurde Montague aufgrund seiner Verdienste als Baron Amwell, of Islington in County of London, zum erblichen Peer erhoben und erhielt dadurch einen Sitz im House of Lords.

## Familie
Am 25. November 1911 heiratete Montague Constance Mary († 1964), eine Tochter von James Craig of Runcorn, mit der er einen Sohn und zwei Töchter hatte. Sein Sohn, Frederick Montague, 2. Baron Amwell, erbte seinen Adelstitel.

## Privates
Frederick Montague war nebenher ein engagierter Amateurzauberkünstler. Er hat Kunststücke kreiert und mehrere Artikel in der englischen Zauberzeitschrift Abracadabra veröffentlicht.